# Concerto pour quatre clavecins BWV 1065
Pour les articles homonymes, voir Concertos pour clavecin de Bach.
Le concerto pour quatre clavecins en la mineur, BWV 1065, du compositeur allemand Jean-Sébastien Bach (1685-1750) est un concerto pour quatre clavecins, ensemble à cordes avec basse continue, appartenant à sa série de quatorze concertos pour clavecin, BWV 1052-1065. Cette composition baroque en 3 mouvements est une transcription, un arrangement et une adaptation de 1735 du concerto pour 4 violons et violoncelle en si mineur RV 580, 10e de la série de 12 concertos de L'estro armonico opus 3 (L'invention harmonique) publiés en 1711 par Antonio Vivaldi (1678-1741),.

## Histoire

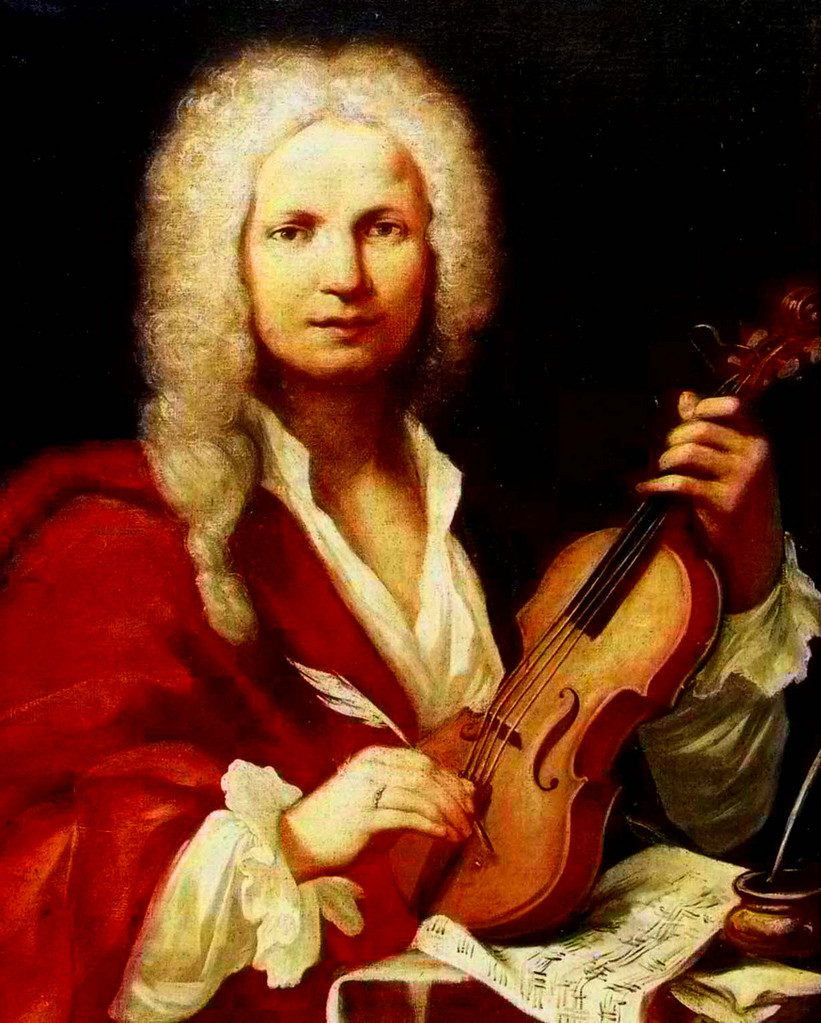
Portrait présumé d'Antonio Vivaldi en 1723 (musée international et bibliothèque de la Musique)

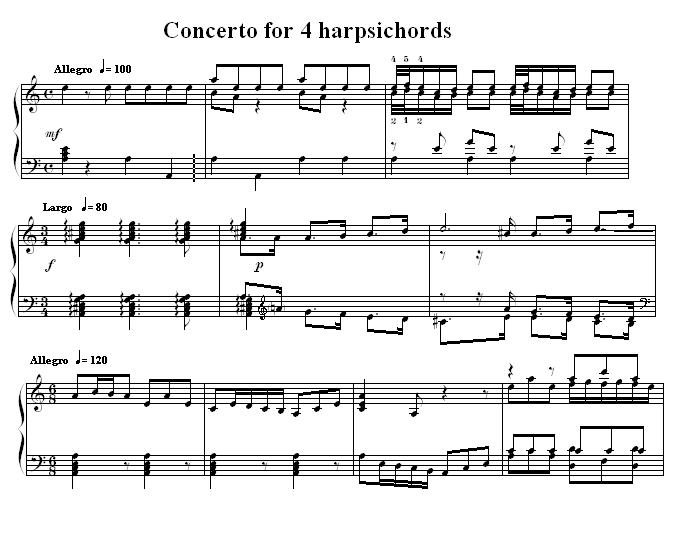
Partition moderne

À l'occasion de l'étude des concerti grossi du maître de chapelle vénitien Antonio Vivaldi (1678-1741), Jean-Sébastien Bach fait quelques transcriptions, arrangements, et adaptations d'étude de ces œuvres, avec sa seconde épouse Anna Magdalena Bach. Âgé de 50 ans, à Leipzig en 1735 il transcrit et adapte le Concerto pour quatre violons et violoncelle en si mineur RV 580. C'est le 10e des 12 concerti de L'estro armonico (L'invention harmonique), qui est une des œuvres majeures d'Antonio Vivaldi (avec ses Quatre Saisons et d'autres partitions religieuses ou profanes). Cet estro armonico avait été publié à Amsterdam en 1711,.
Bach l'adapte pour 4 clavecins, ensemble à cordes avec basse continue et l'intègre dans sa série de quatorze concerti pour clavecin BWV 1052-1065 (pour un, deux, trois, ou quatre clavecins, cordes et basse continue, dont il est un des précurseurs). Ce concerto (le seul pour quatre clavecins de Bach) est parfois joué au piano (ou à l'orgue).

## Mouvements
1. Allegro
2. Largo
3. Allegro

## Effectif
- 4 clavecins
- 2 violons
- 1 alto
- 1 basse continue (violoncelle, violone)